# Aktieöverlåtelse
Aktieöverlåtelse, enligt aktiebolagslagen är en aktie i princip fritt överlåtbar, men bolagets bolagsordning kan innehålla begränsningar. Om en aktie byter ägare kan det ske till exempel på grund av ett avtal om köp. Om aktiebolaget har utfärdat ett aktiebrev avseende den aktie som skall överlåtas skall en överlåtelseförklaring skrivas på baksidan av aktiebrevet och aktiebrevet skall överlämnas till den nye ägaren. Överlåtelsen skall anmälas till aktiebolaget genom att aktiebrevet visas upp eller genom att överlåtelsen styrks på annat sätt. Aktiebolagets styrelse är skyldig att föra bolagets aktiebok och i den skall överlåtelsen antecknas. Anteckningen i aktieboken är en förutsättning för att kunna rösta på bolagsstämma och har också andra rättsverkningar. Större aktiebolag, som börsbolag, är ofta så kallade avstämningsbolag, vilket innebär att bolaget inte använder sig av aktiebrev. Aktierna finns då noterade på aktieägarnas VP-konton och den datoriserade aktieboken förs av VPC på aktiebolagets uppdrag. Speciella regler gäller då för när man får utöva rösträtt på bolagsstämma, när rätt till utdelning på aktien uppkommer, med mera.
En aktie är ett värdepapper och jämställs i viss mån med ett skuldebrev, vilket innebär att köplagen inte är tillämplig vid köp av smärre aktieposter. Om någon däremot köper alla aktier eller en stor del av alla aktier i ett aktiebolag rör det sig vanligen om en företagsöverlåtelse och då kan köplagen bli helt eller delvis tillämplig.